# Palmer Luckey
Palmer Freeman Luckey (Long Beach, Californië, 19 september 1992) is een Amerikaanse ondernemer die vooral bekend is als de oprichter van Oculus VR en de ontwerper van de Oculus Rift, een virtualreality-bril die algemeen wordt geprezen voor de heropleving van de virtualreality-industrie. 
In 2017 verliet Luckey Oculus en richtte hij defensie-aannemer Anduril Industries op, een defensietechnologiebedrijf dat zich richt op autonome drones en sensoren voor militaire toepassingen. Luckey stond op nummer 22 op Forbes'-lijst van rijkste Amerikaanse ondernemers onder de 40 in 2016.
In september 2016 verklaarde Luckey dat hij een libertariër is die Ron Paul en Gary Johnson bij eerdere verkiezingen heeft gesteund. Sindsdien is hij een belangrijke fondsenwerver voor de Republikeinse Partij en Donald Trump.
In een interview uit 2024 beschreef Palmer zichzelf als een "radicale zionist".
Luckey trouwde in 2019 met zijn langdurige vriendin en professionele gamer Nicole Edelmann. Het echtpaar heeft een kind. Ze wonen in Lido Isle, Newport Beach.
Luckeys zus, Ginger Luckey, is getrouwd met de voormalige Amerikaanse afgevaardigde Matt Gaetz.